# Tunéziai Olimpiai Bizottság
A Tunéziai Olimpiai Bizottság (IOC kód: TUN) Tunézia Nemzeti Olimpiai Bizottsága.

## Elnökök listája
- Mohamed Ben Abdelkader (1957–1960)
- Chedly Zouiten (1960–1962)
- Mohammed Mzali (1962–1987)
- Slaheddine Baly (1987–2002)
- Mohamed Gueddiche (2002–2004)
- Abdelhamid Slama (2004–2009)
- Slim Chiboub (2009–2011)
- Younes Chetali (2011–2013)
- Mehrez Boussayene (2013–)